# Acolastus nama
Acolastus nama es un insecto coleóptero de la familia Chrysomelidae.
Fue descrita científicamente por primera vez en 2006 por Schoeller.